# Columnea eubracteata
Columnea eubracteata är en tvåhjärtbladig växtart som beskrevs av Rudolf Mansfeld. Columnea eubracteata ingår i släktet Columnea och familjen Gesneriaceae. Inga underarter finns listade i Catalogue of Life.